# Чорна (притока Вихри)
Чорна (біл. Чорная) — річка в Мстиславському районі Могильовської області Білорусі, права притока річки Вихра (басейн Дніпра).
Довжина річки 21 км. Площа водозбору 99 км². Починається за 0,8 км у напрямку на південний схід від села Судовщина, впадає у Вихру за 1,5 км на південний схід від села Баньківщина. Русло Чорної частково каналізоване. Водозбір у межах Горецько-Мстиславськой рівнини. Основні притоки — Горянка і Свердел (ліві).
На річці розташовані населені пункти Старе Село, Деснокита, Баньківщина.